# Оцеола, вождь семинолов
«Оцео́ла, вождь семино́лов» — историко-приключенческий роман английского писателя Майн Рида, написанный в 1858 году.
В романе описываются события Второй Семинольской войны. Главный герой романа — молодой плантатор Джордж Рэндольф, вынужденный разрываться между воинским долгом и защитой своей семьи и привязанностью к другу детства — индейскому вождю Оцеоле, символу надежды индейского народа в борьбе за свою независимость.
По роману Майн Рида снят фильм «Оцеола»

## Действующие лица
- Джордж Рэндольф — молодой плантатор
- Вирджиния Рэндольф — младшая сестра Джорджа
- Жёлтый Джек — мулат, бывший работник плантации
- Чёрный Джек — негр, работник плантации, слуга и оруженосец Джорджа
- Виола — квартеронка, горничная Вирджинии, объект внимания Жёлтого Джека и Чёрного Джека
- Оцеола (он же Пауэлл) — метис, друг детства Рэндольфа, спасший ему жизнь
- Маюми — сестра Оцеолы, объект внимания Рэндольфа
- Старый Хикмэн — охотник на аллигаторов
- Джим Уэзерфорд — охотник на аллигаторов
- Ринггольд-старший — богатый плантатор, сторонник переселения индейцев
- Аренс Ринггольд — сын Ринггольда-старшего
- Нед Спенс — сообщник Ринггольда-младшего
- Билл Уильямс — сообщник Ринггольда-младшего
- Чарльз Галлахер — друг детства Рэндольфа, задиристый и жизнерадостный человек
- Хадж-Ева — полусумасшедшая ведьма, живущая в джунглях
- Скотт — лейтенант, адъютант штаба
- Дункан Ламонт Клинч — главнокомандующий армией США
- Уайли Томпсон — правительственный агент
- Онопа — «мико-мико», верховный вождь индейцев, противник переселения
- Хойтл-мэтти — индейский вождь, противник переселения
- Оматла — индейский вождь, сторонник переселения
- Чёрная Глина — индейский вождь, сторонник переселения